# Liste von Sakralbauten in Waldfeucht

Waldfeucht im Kreis Heinsberg

Die Liste von Sakralbauten in Waldfeucht nennt Kirchen, Kapellen und sonstige Sakralbauten in Waldfeucht, Kreis Heinsberg.

## Liste
| Bezeichnung                  | Ortsteil    | Glaubensgemeinschaft                         | Bauzeit   | Anmerkungen | Bild | Geokoordinaten             |
| ---------------------------- | ----------- | -------------------------------------------- | --------- | --- | ---- | -------------------------- |
| St. Josef                    | Bocket      | rk.                                          | 1887/89   | Denkmal Nr. 14 Gemeinde Waldfeucht                                                                                                |      | 51° 3′ 10″ N, 5° 59′ 49″ O |
| Missionskreuzkapelle         | Bocket      | rk.                                          | 1725      | Denkmal Nr. 12 Gemeinde Waldfeucht                                                                                                |      | 51° 3′ 9″ N, 5° 59′ 50″ O  |
| St. Klemens                  | Braunsrath  | rk.                                          | 1858      | Denkmal Nr. 28 Gemeinde Waldfeucht. Die ursprüngliche Kirche von 1656 wurde durch den Neubau ersetzt.                             |      | 51° 3′ 21″ N, 6° 2′ 25″ O  |
| Wallfahrtskapelle Maria Lind | Braunsrath  | rk.                                          | 1749      | Denkmal Nr. 29 Gemeinde Waldfeucht                                                                                                |      | 51° 3′ 23″ N, 6° 2′ 52″ O  |
| Mutter-Gottes-Kapelle        | Brüggelchen | rk. (Pfarrgemeinde St. Lambertus Waldfeucht) | 1846      | Denkmal Nr. 41 Gemeinde Waldfeucht                                                                                                |      | 51° 4′ 26″ N, 5° 59′ 49″ O |
| St. Johannes der Täufer      | Haaren      | rk.                                          | 1790      | Denkmal Nr. 37 Gemeinde Waldfeucht                                                                                                |      | 51° 5′ 27″ N, 6° 2′ 12″ O  |
| Kapelle im Grenzwald         | Haaren      | rk.                                          | 1960      | |      | 51° 5′ 25″ N, 6° 0′ 47″ O  |
| Kapelle Jans-Klus            | Haaren      | rk.                                          | 1888      | Denkmal Nr. 38 Gemeinde Waldfeucht                                                                                                |      | 51° 5′ 51″ N, 6° 2′ 24″ O  |
| Kapelle am Kluser Kirchweg   | Haaren      | rk.                                          | 1962      | |      | 51° 5′ 25″ N, 6° 1′ 18″ O  |
| Kapelle am Driesch           | Haaren      | rk.                                          | 1933      | |      | 51° 5′ 36″ N, 6° 2′ 37″ O  |
| Kapelle am Haaserdriesch     | Haaren      | rk.                                          | 1945      | Die Kapelle wurde als Ersatz für eine im Krieg zerstörte Kapelle errichtet.                                                       |      | 51° 5′ 29″ N, 6° 2′ 45″ O  |
| Kapelle an der Heerstraße    | Haaren      | rk.                                          | 1967      | Kruzifix aus dem Jahr 1767 |      | 51° 5′ 22″ N, 6° 2′ 36″ O  |
| Kapelle am Zehntweg          | Haaren      | rk.                                          | 20. Jh.   | Denkmal Nr. 33 Gemeinde Waldfeucht. Kruzifix aus dem 19. Jh.                                                                      |      | 51° 5′ 6″ N, 6° 2′ 36″ O   |
| Kapelle am Paulisweg         | Haaren      | rk.                                          | 1856/57   | Erneuerung Anfang des 21. Jh. erneuert                                                                                            |      | 51° 5′ 10″ N, 6° 1′ 19″ O  |
| Dorfkapelle Löcken           | Löcken      | rk. (Pfarrgemeinde St. Klemens Braunsrath)   | 19. Jh.   | Denkmal Nr. 23 Gemeinde Waldfeucht                                                                                                |      | 51° 3′ 43″ N, 6° 2′ 15″ O  |
| Hl. Herz Jesu                | Obspringen  | rk.                                          | 1894      | Denkmal Nr. 27 Gemeinde Waldfeucht                                                                                                |      | 51° 4′ 20″ N, 6° 1′ 19″ O  |
| Kapelle an der Talstraße     | Obspringen  | rk. (Pfarrgemeinde St. Lambertus Waldfeucht) | nach 1945 | |      | 51° 4′ 33″ N, 6° 1′ 19″ O  |
| Wegekapelle                  | Selsten     | rk. (Pfarrgemeinde St. Klemens Braunsrath)   | 1873      | Denkmal Nr. 31 Gemeinde Waldfeucht                                                                                                |      | 51° 2′ 38″ N, 6° 2′ 20″ O  |
| St. Lambertus                | Waldfeucht  | rk.                                          | 15. Jh.   | |      | 51° 3′ 59″ N, 5° 59′ 18″ O |
| Marienkapelle                | Waldfeucht  | rk.                                          | 1772      | Denkmal Nr. 7 Gemeinde Waldfeucht. Errichtet durch Pfarrer Johann Peter Beumers (1751–1791), 1898 Erweiterung mit einer Vorhalle. |      | 51° 3′ 35″ N, 5° 59′ 3″ O  |